# ديف ماكميلان
ديف ماكميلان (بالإنجليزية: Dave McMillan)‏ هو سائق سيارة سباق ومهندس نيوزيلندي، ولد في 18 مايو 1944.

## روابط خارجية
- ديف ماكميلان على موقع DriverDB.com (الإنجليزية)